# Jota Horologii
Jota Horologii (ι Hor) – gwiazda typu żółty karzeł, położona w gwiazdozbiorze Zegara. Jest oddalona od Słońca o około 50 lat świetlnych. Wokół gwiazdy krąży jedna znana planeta.

Położenie w gwiazdozbiorze

Analiza spektroskopowa wskazuje, że gwiazda ta musiała powstać razem z innymi gwiazdami należącymi do gromady Hiad około 625 mln lat temu. Od tamtego czasu przemieściła się około 130 lat świetlnych do obecnego położenia.

## Układ planetarny
W 1998 roku odkryto masywną planetę (gazowego olbrzyma) orbitującą wokół tej gwiazdy.